# Sto nella Sad
Sto nella Sad è il primo album in studio di Theø, Plant e Fiks (La Sad), pubblicato il 14 gennaio 2022. Il 16 dicembre dello stesso anno è uscita l'edizione deluxe del disco.

## Tracce
Edizione standard
1. Sto Nella Sad – 2:28
2. Bimbo Sad – 3:13
3. Niente x Sempre – 3:06
4. Vita da Xdere – 2:42
5. Psycho Girl – 3:05
6. La Sad Italiana – 3:50
7. Miss U – 2:54
8. Addio (feat. Jack Out) – 2:43
9. Summersad 2 – 3:12
10. 2nite – 2:59
11. Another Day Nella Sad – 2:37

Durata totale: 32:49
Edizione deluxe
1. Inferno (feat. Youv Dee) – 2:55
2. Toxic – 3:05
3. Mayday (feat. Villabanks) – 2:58
4. Tutto Fatto – 3:15
5. Stronza – 2:29
6. Diverso (feat. Steven Moses) – 2:34
7. Summersad 3 – 2:51
8. Sto Nella Sad – 2:28
9. Bimbo Sad – 3:13
10. Niente x Sempre – 3:06
11. Vita da Xdere – 2:42
12. Psycho Girl – 3:05
13. La Sad Italiana – 3:50
14. Miss U – 2:54
15. Addio (feat. Jack Out) – 2:43
16. Summersad 2 – 3:12
17. 2nite – 2:59
18. Another Day Nella Sad – 2:37

Durata totale: 52:56

## Formazione
Gruppo
- Theø – voce, chitarra
- Plant – voce
- Fiks – voce

Produzione (edizione deluxe)
- Matteo Botticini – produzione (tutte le tracce)
- Daniele Nelli (Danien) – produzione (tracce 11, 12, 13, 14, 15, 16, 17)
- Marco Paganelli – produzione (tracce 8, 9, 10, 12, 14, 17, 18)
- Omar Sadaka (Moka) – produzione
- Andrea Fusini – programmazione aggiuntiva, missaggio, mastering

## Classifiche
| Classifica (2023) | Posizione massima |
| ----------------- | ----------------- |
| Italia            | 30                |